# Fiołek wschodniokarpacki
Fiołek wschodniokarpacki (Viola declinata Waldst. & Kit.) – gatunek roślin z rodziny fiołkowatych (Violaceae). Występuje naturalnie w  Czechach, na Słowacji, Węgrzech, Ukrainie i w Rumunii. 

## Morfologia
PokrójBylina dorastająca do 10 cm wysokości, tworzy kłącza.
LiścieBlaszka liściowa ma kształt od okrągławego do romboidalnego. Mierzy 1–3 cm długości oraz 1–3 cm szerokości, jest karbowana na brzegu, ma nasadę od sercowatej do ściętej i tępy wierzchołek. Ogonek liściowy jest nagi i ma 2–5 mm długości. Przylistki są lancetowate i osiągają 1 mm długości.
KwiatyPojedyncze, wyrastające z kątów pędów. Mają działki kielicha o lancetowatym kształcie i dorastające do 3–5 mm długości. Płatki są odwrotnie jajowato podługowate, mają białą lub biało-purpurową barwę oraz 10–12 mm długości, dolny płatek jest owalny, mierzy 9 mm długości, z purpurowymi żyłkami, posiada obłą ostrogę o długości 2 mm.
OwoceTorebki mierzące 7 mm długości, o elipsoidalnym kształcie.

## Biologia i ekologia
Rośnie na łąkach i skarpach. Występuje na wysokości od 800 do 2000 m n.p.m.